# Śródręcze

Kości śródręcza człowieka

Śródręcze (łac. metacarpus) – przestrzeń topograficzna ręki, granicząca proksymalnie z nadgarstkiem, dystalnie z palcami ręki. Szkielet śródręcza człowieka składa się z 5 kości długich.
U zwierząt domowych ich liczba jest zmienna. U psów występuje ich 5, u świń 4, natomiast u przeżuwaczy jedna – powstała ze zrośnięcia się kości III i IV. Koń ma jedną dobrze wykształconą kość śródręcza (III) oraz dwie zredukowane kości rysikowe – II i IV.